# Про жену, мечту и ещё одну…
«Про жену, мечту и ещё одну…» — российский художественный фильм режиссёра и сценариста Александра Поженского, вышедший в 2013 году.

## Сюжет
9 мая 2013 года. Свидание. Мария и Васин не подозревают, что в параллельном мире у них есть другая жизнь, чудесная жизнь, где удачно сложилось то, чего им вроде бы не хватает сегодня…
Часть первая. Лётчик.
20 лет назад Мария отказалась выйти за лейтенанта Васина. Сегодня они любовники, но этого мало. Кроме того, лётчик Васин жалеет о том, что не стал режиссёром.
Часть вторая. Режиссёр.
20 лет назад Мария приняла предложение Васина. И режиссёром он стал. Всё ли так хорошо?
|  |

## В ролях
- Константин Юшкевич — Васин
- Александра Куликова — Мария
- Александр Поженский — Антон
- Ольга Ломоносова — Мария

## Создание
Съёмки фильма проходили в Москве, в интерьерах высотки на Котельнической набережной, продолжались ровно месяц (18 съёмочных смен) и были завершены съемкой парада 9 мая 2013 года. 
12 октября 2013 года в большом зале пресс-центра РИА Новости состоялся предпремьерный показ, на котором картина получила много положительных отзывов.
Главной музыкальной темой фильма является музыка к песне «Там, за облаками» Марка Фрадкина. Сама песня, на слова Роберта Рождественского, звучит в исполнении Евгения Головина и концертно-инструментального ансамбля ЦТ СССР «Голубой экран» (запись 1977 года). 
В фильме звучит стихотворение поэта Дмитрия Сухарева «Окликни улицы Москвы».
5 декабря 2019 года был выпущен авторский ремикс фильма. Добавился новый материал, изменился монтаж, цветокор, звук, музыка. Хронометраж фильма увеличился до 84 минут. Премьера ремикса состоялась на канале RWV Films. 

## Кинопрокат
Премьера фильма в Москве состоялась 16 октября 2013 года в кинотеатре 35 мм. 31 октября 2013 года прошла премьера в Санкт-Петербурге. В российском кинопрокате картина находилась до 28 ноября 2013 года в сети кинотеатров «Синема Парк» восемнадцати городов России, а также кинотеатрах «35 мм», «Художественный», «Родина», «Дом кино», «Слава». На 45-й неделе 2013 года фильм занял второе место по кассовым сборам ограниченного проката РФ.

## Фестивали
16 октября 2013 года фильм открыл IV-й фестиваль «Другое кино». 7 ноября 2013 года кинолента была вне конкурса показана в рамках X-го Международного благотворительного кинофестиваля «Лучезарный ангел» (Москва). Картина была включена в программу XXII-го Санкт-Петербургского Международного кинофестиваля «Фестиваль Фестивалей», проходившего 23—29 июня 2014 года. Также фильм вошёл в конкурсную программу фестиваля авторского кино «Киноликбез»-V, который проводился в Барнауле 14—17 мая 2014 года.
Кинолента вошла в конкурс XV-го Международного телекинофорума «Вместе», который проходил 22—28 августа в Ялте. Фильм был включён в программу VI-й Национальной Премии «Страна», церемония проходила в Москве с 17 по 19 марта 2015.

## Интернет
Картина стала первым в рунете художественным фильмом, доступным для просмотра в формате ультравысокого разрешения 4К в онлайн-кинотеатре ivi.ru
.

## Телевидение
Премьера фильма на телевидении состоялась 16 августа 2014 года на канале НТВ-Плюс «Наше новое кино». С 18 октября 2014 года картина транслируется телеканалом «TV1000 Русское кино», с 26 октября 2014 года — телеканалом «Наше HD» Триколор ТВ, с 07 февраля 2015 года — телеканалом «Мир».